# Сканер

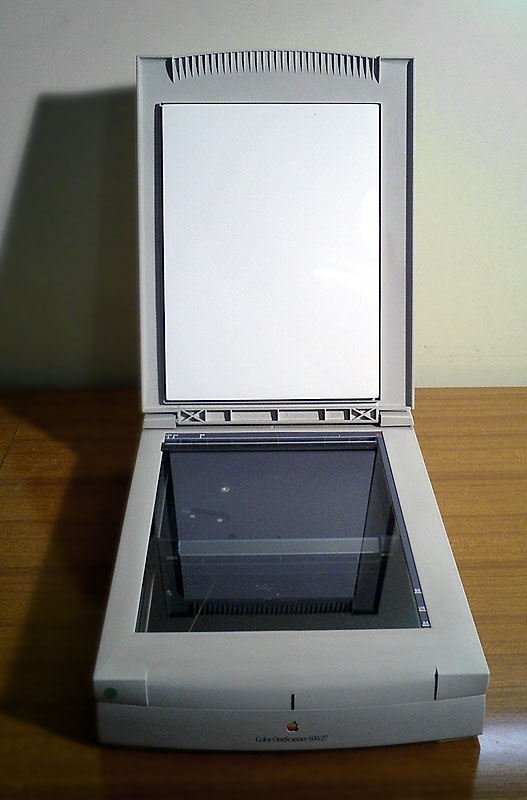
Планшетний сканер із піднятою лядою.

Сканер (англ. scanner) — пристрій, призначений для створення зображень певних об'єктів шляхом обробки променів, які відбиваються від поверхні об'єкта або проходять крізь об'єкт. В більш вузькому значенні — пристрій для отримання комп'ютерного цифрового зображення. Процес отримання зображення називають скануванням.

## Історія
1857 року флорентійський абат Джованні Казеллі (Giovanni Caselli) винайшов прилад для передачі зображення на відстань, названий згодом пантелеграф. Переданий малюнок наносився на барабан струмопровідним чорнилом і зчитувався за допомогою голки.
1902 року, німецьким фізиком Артуром Корном (Arthur Korn) було запатентовано технологію фотоелектричного сканування, що одержала згодом назву телефакс. Передане зображення закріплювалося на прозорому обертовому барабані. Промінь світла від лампи, що переміщувався уздовж осі барабана, проходив крізь оригінал і через розташовані на осі барабана призму й об'єктив потрапляв на селеновий фотоприймач. Ця технологія дотепер застосовується у барабанних сканерах.
Надалі, з розвитком напівпровідників, було вдосконалено фотоприймач і винайдено планшетний спосіб сканування, але сам принцип оцифровування зображень залишається майже незмінним.

## Побутові сканери

### Принцип дії комп'ютерного сканера

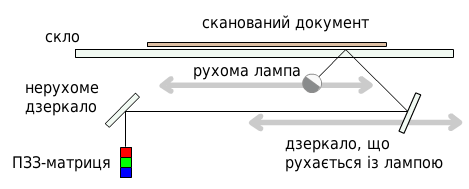
Принцип дії сканера (схема)

В основі принципу дії комп'ютерних сканерів є застосування фотоелементів у вигляді лінійки або матриці світлочутливих датчиків для перетворення сигналів, отриманих в результаті відбиття світла від оригіналу. Переважно застосовуються два типи датчиків: прилади з зарядовим зв'язком і фотопомножувачі.
Найбільш поширеними моделями є планшетні сканерів, в яких сканований об'єкт розміщують на склі планшета сканованою поверхнею вниз. Під склом розташовується рухома лампа, її переміщення забезпечує кроковий електродвигун. Світло, відбите від об'єкта, через систему дзеркал потрапляє на лінійку фотоприймачів — ПЗЗ-лінійку або лінійку фотодіодів. Значення вихідних напруг лінійки фотоприймачів через комутатор подають на АЦП. Цифрові коди АЦ-перетворення передаються у комп'ютер. За кожен крок двигуна сканується смужка об'єкта, що потім поєднується програмним забезпеченням драйвера сканера у загальне зображення.

### Технічні параметри
Побутові моделі сканерів мають роздільну здатність 200—720 dpi.

## Промислові сканери
Бібліотечні сканери виконують сканування зі швидкістю до 250 стор/хв з програмною корекцією зображення. Сканування здійснюється за принципом, що застосовується в системах лазерного сканування штрих-коду.